# La Saulsotte
La Saulsotte é uma comuna francesa na região administrativa de Grande Leste, no departamento de Aube. Estende-se por uma área de 18,93 km². Em 2010 a comuna tinha 705 habitantes (densidade: 37,2 hab./km²).